# 西山市三
西山 市三（にしやま いちぞう、1902年〈明治35年〉2月19日 - 1999年〈平成11年〉7月16日）は、日本の遺伝学者。京都大学名誉教授・農学博士。専門は細胞遺伝学。

## 経歴
群馬県利根郡沼田町（現在の沼田市）町田町に生まれる。旧制沼田中学校（現・群馬県立沼田高等学校）を経て、京都帝国大学農学部農林生物学科に入学、木原均に就いて学び、1927年に卒業。
卒業後は同大学でカラスムギの細胞遺伝の研究に取り組む。1937年に助教授、1946年には教授となり、同大食糧科学研究所に勤務。1956年、京都大学農学部に配置替えとなる。1965年定年により退官、同大学名誉教授となる。
退官後も1965年から67年まで米国ウィスコンシン大学客員教授、1967年から68年までミズーリ大学客員教授、帰国後の1971年から84年まで財団法人木原研究所評議員、1972年から74年まで名城大学教授を務めた。
甘藷の祖先の発見、植物の交雑不能の極核活性化説の提唱などの業績を残した。
1999年（平成11年）7月に死去、満97歳没。

## 栄典・受賞
- 1949年（昭和24年） -日本遺伝学会賞[3]
- 1990年（平成2年） - 勲三等旭日中綬章受章[3]

## 著書
- 『細胞遺伝学研究法 (遺伝・育種学叢書〈第2輯 木原均編集〉) 』養賢堂、1949年
- 『細胞遺伝学研究法』養賢堂、1952年
- 『日本の大根』日本学術振興会、1958年
- 『新編細胞遺伝学研究法』養賢堂、1961年
- 『植物細胞遺伝工学』内田老鶴圃、1994年